# 中村中 (政治家)
中村 中（なかむら あたる、1978年〈昭和53年〉12月27日 - ）は、日本の政治家。島根県江津市長（1期）。

## 来歴
島根県江津市波子町出身。島根県立浜田高等学校、東北福祉大学卒業。
父が浜田市議であったことから政治を志し、介護施設の職員を経て2003年から18年間、竹下亘衆議院議員の私設秘書・公設秘書を務め、竹下の死後は高見康裕衆議院議員の公設秘書を務めた。
2022年5月29日投開票の江津市長選挙に山下修現市政の継承を訴えて立候補し、自由民主党と公明党の推薦を受けた中村が連合島根の推薦を受ける元県議の山本誉を1,118票差で振り切り、初当選した。